# Liste de châteaux japonais
Voici une liste non exhaustive de châteaux japonais.

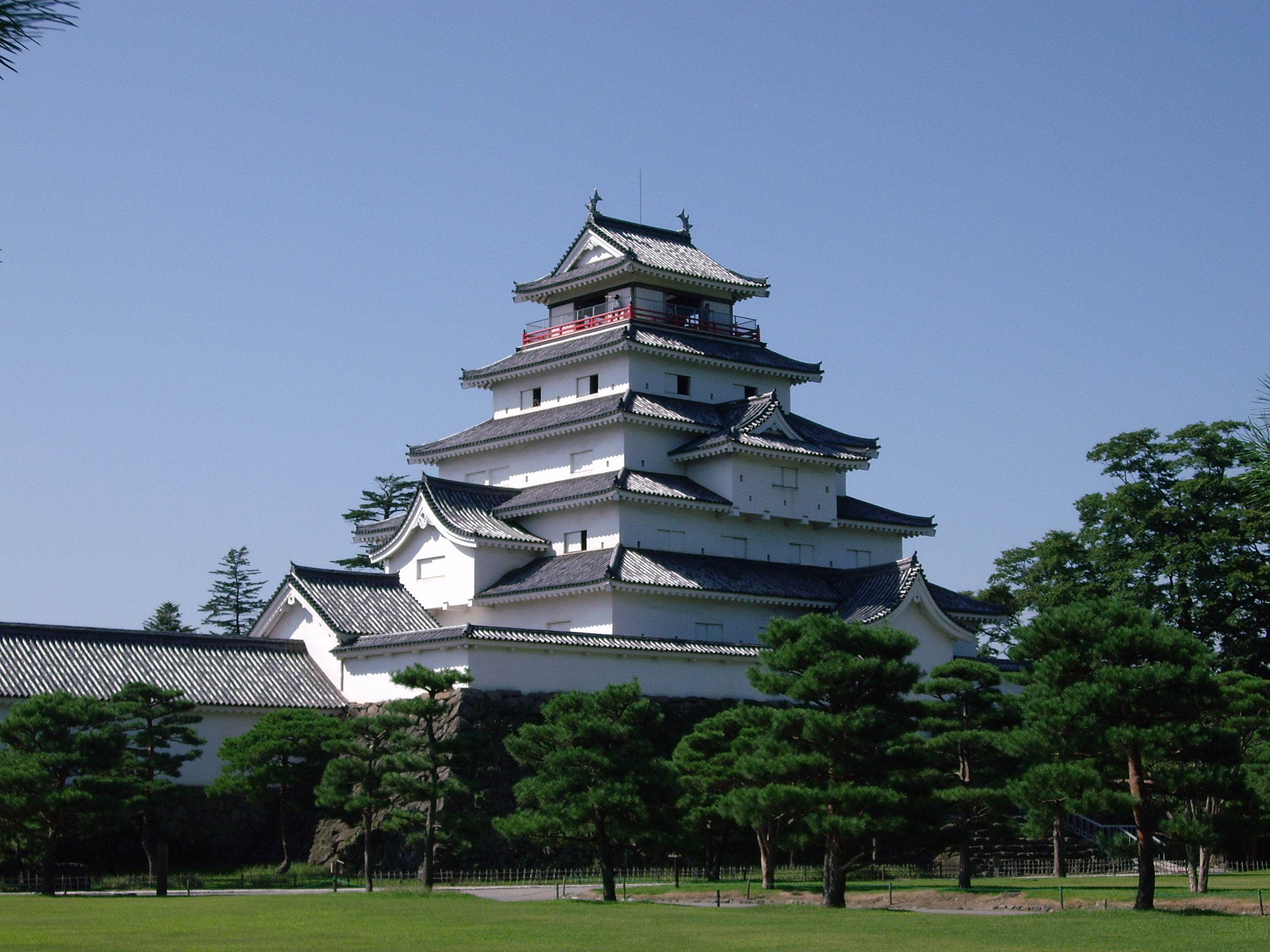
Château d'Aizuwakamatsu.

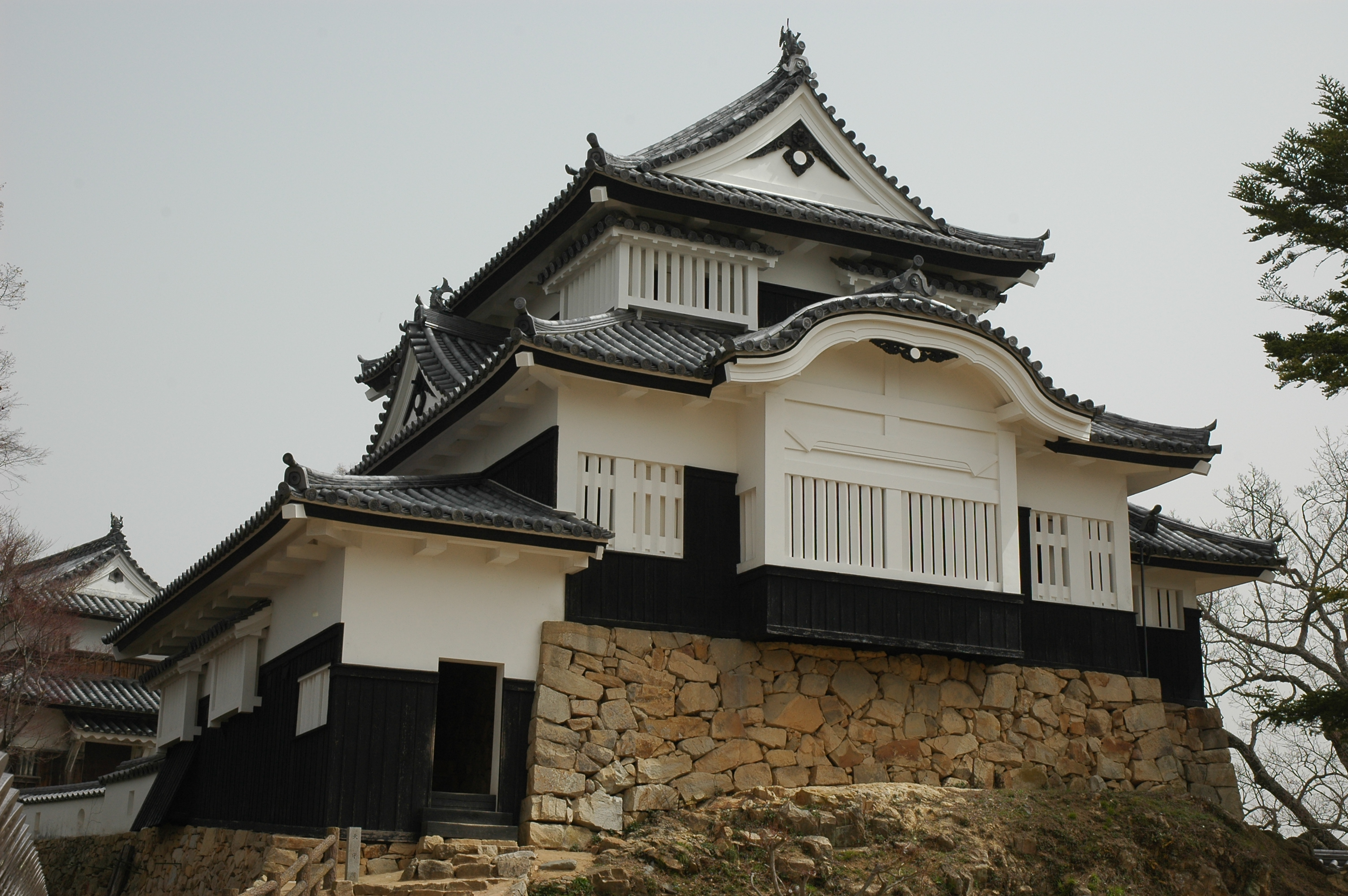
Château de Bitchū Matsuyama.

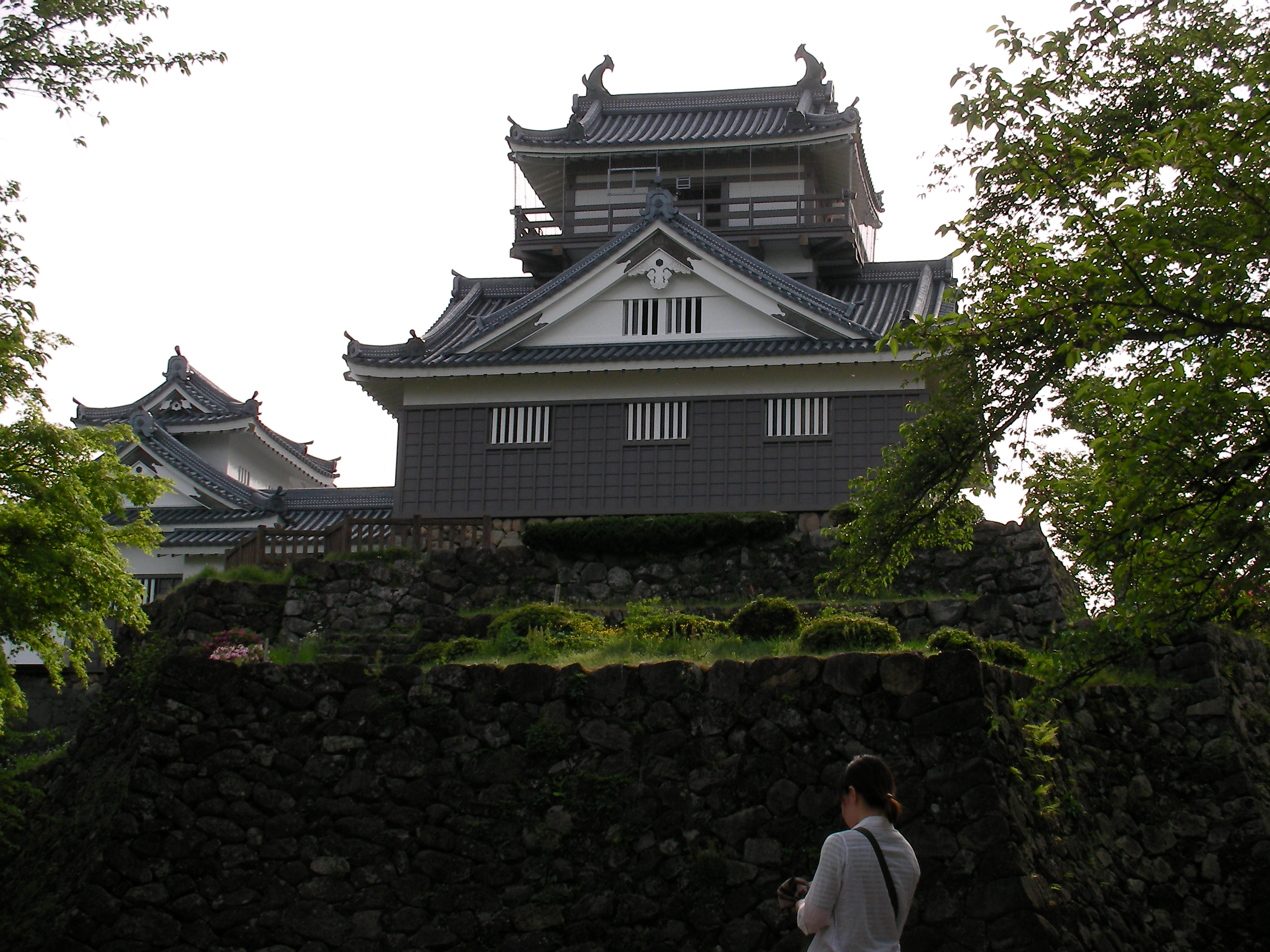
Château d'Echizen-Ōno.

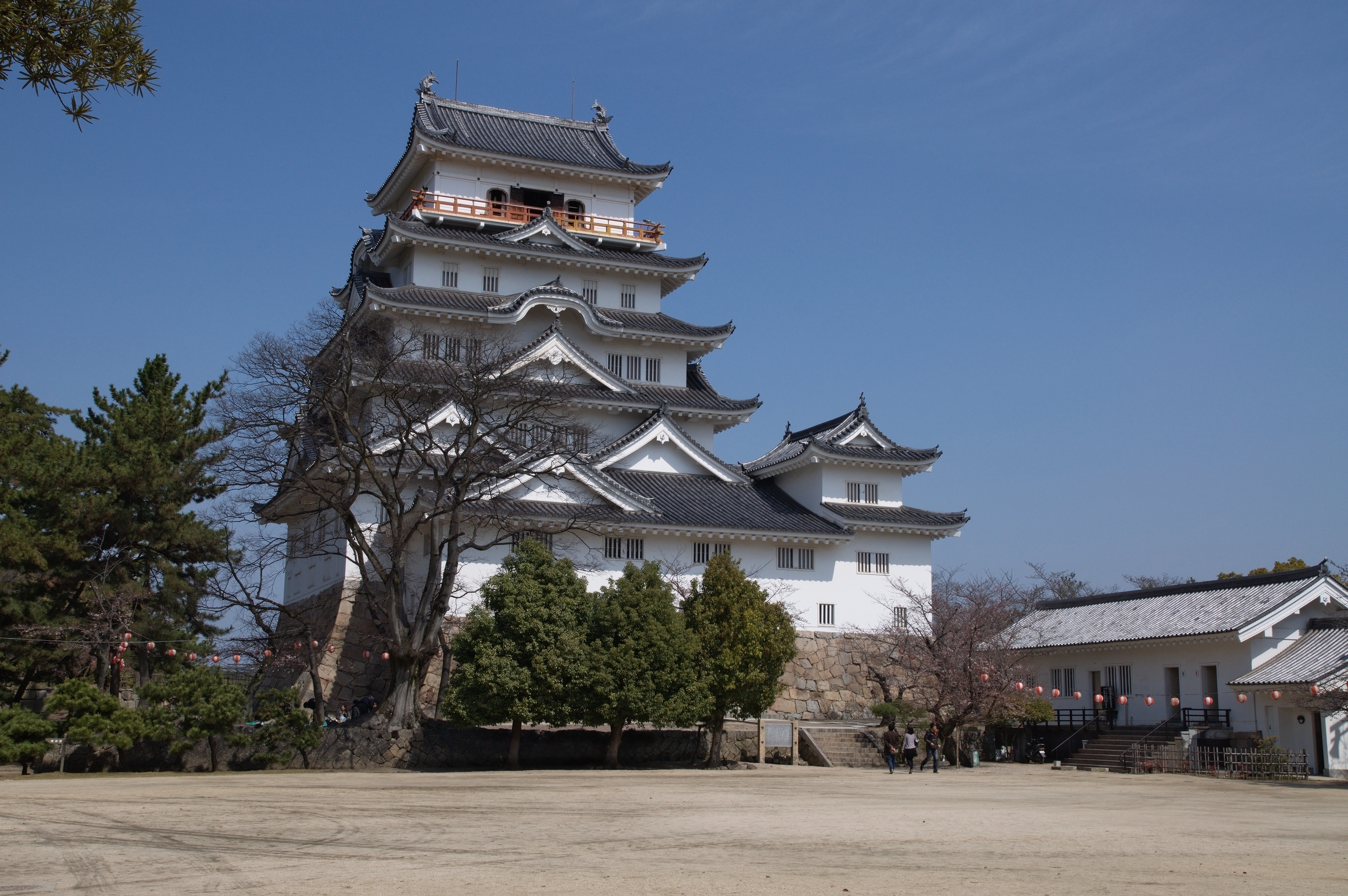
Château de Fukuyama.

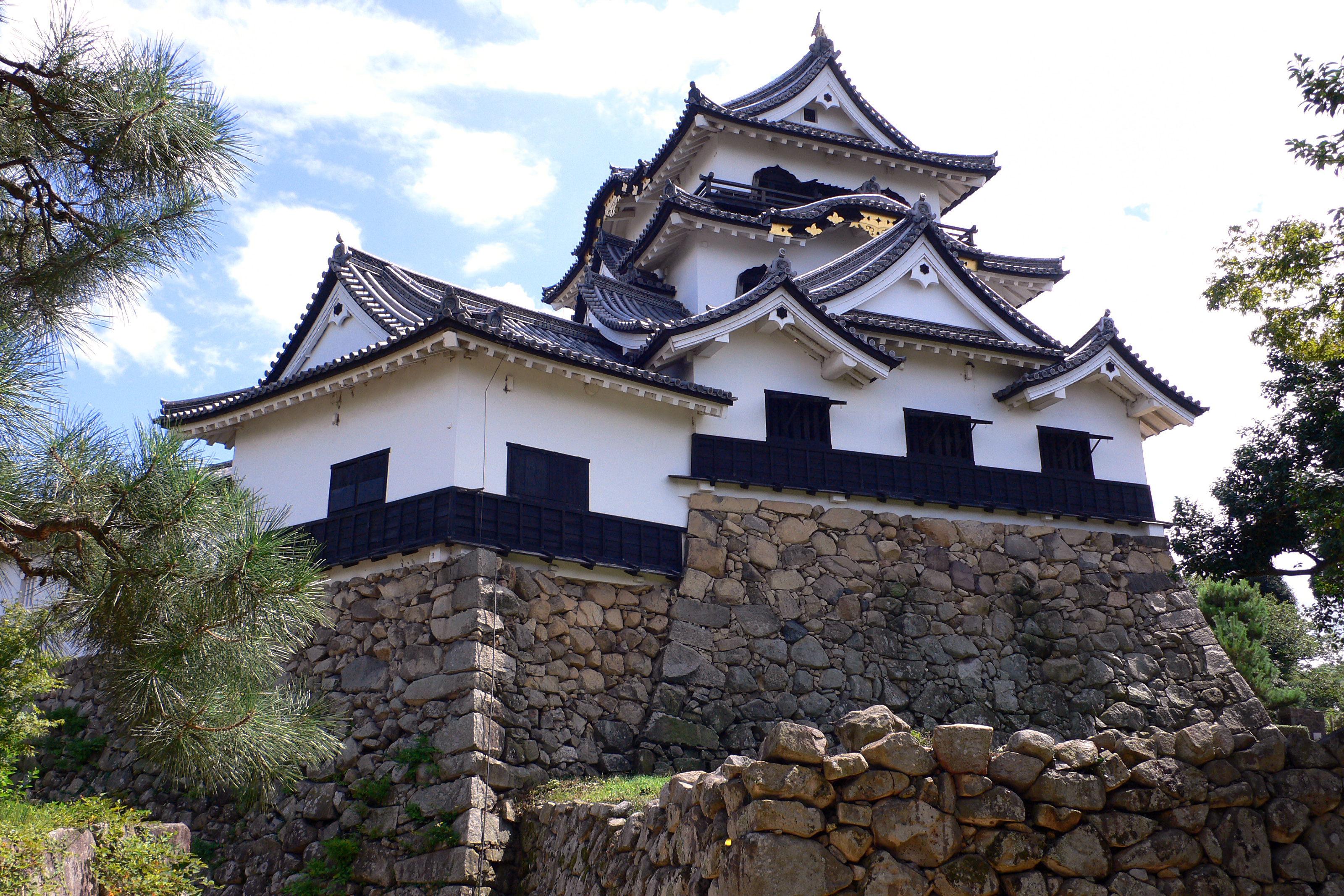
Château de Hikone.

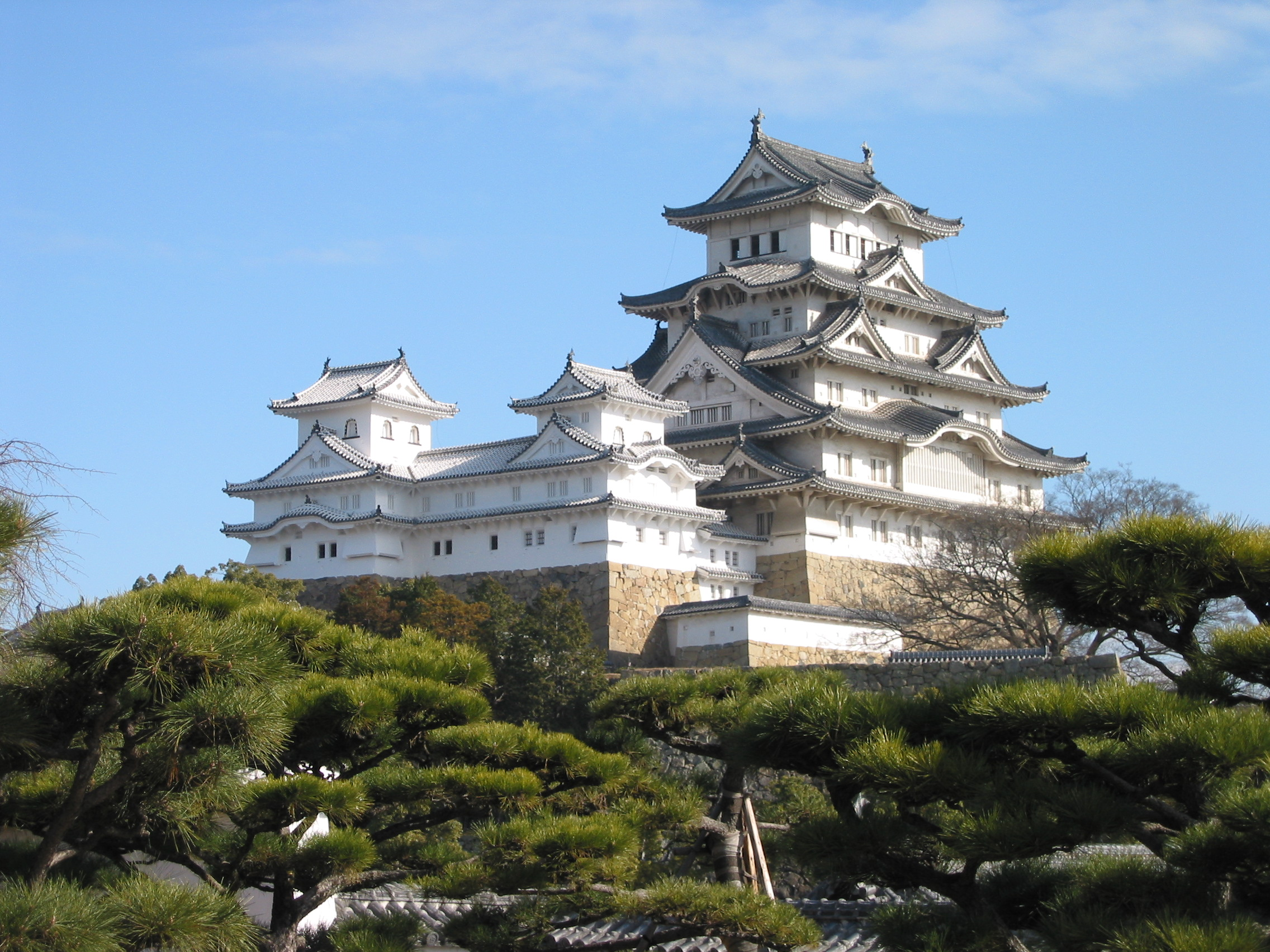
Château de Himeji.

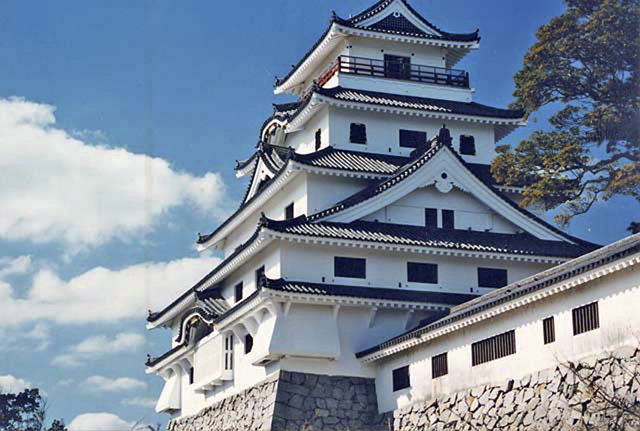
Château de Karatsu.

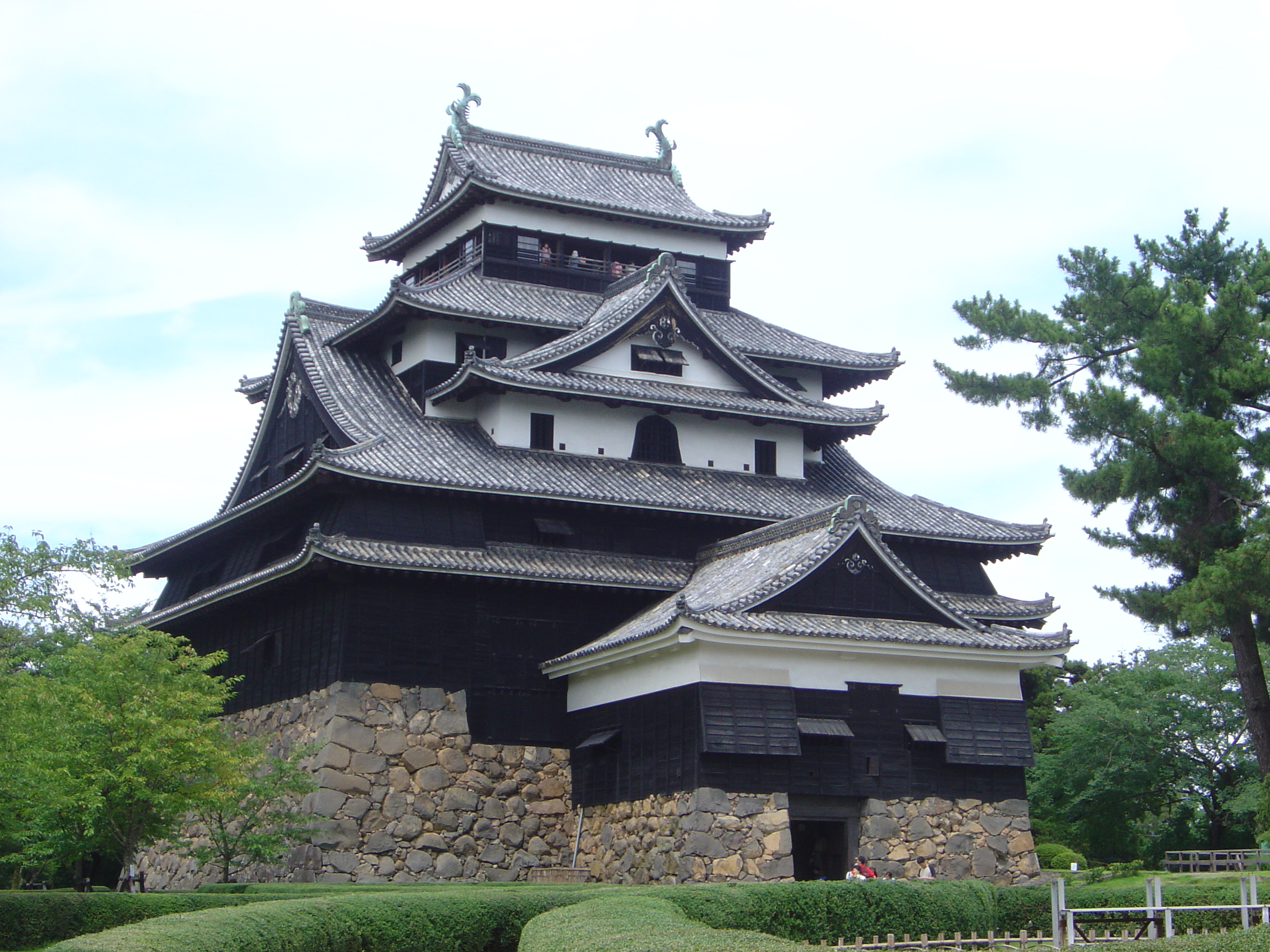
Château de Matsue.

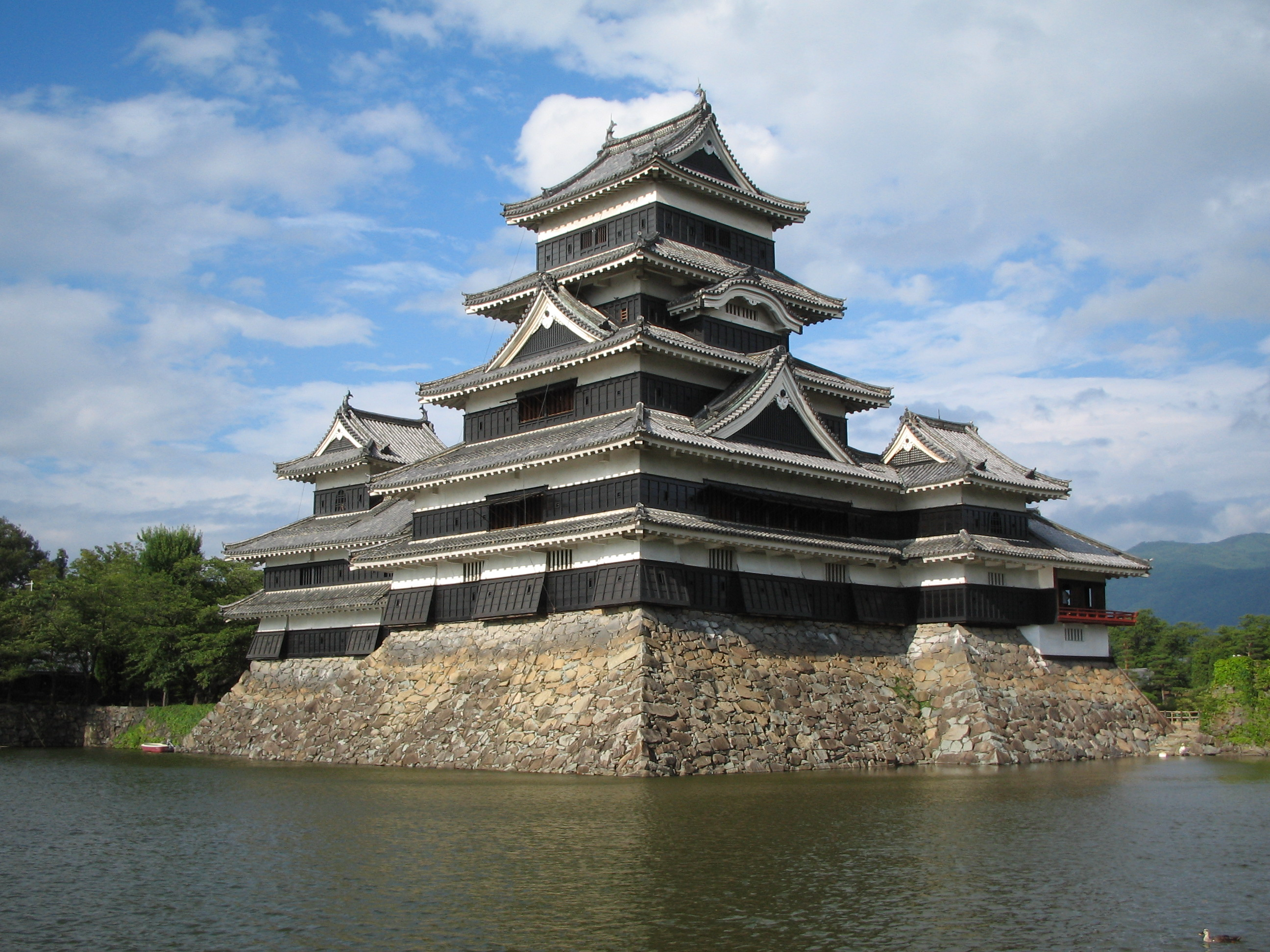
Château de Matsumoto.

Château de Nagoya (Aichi).

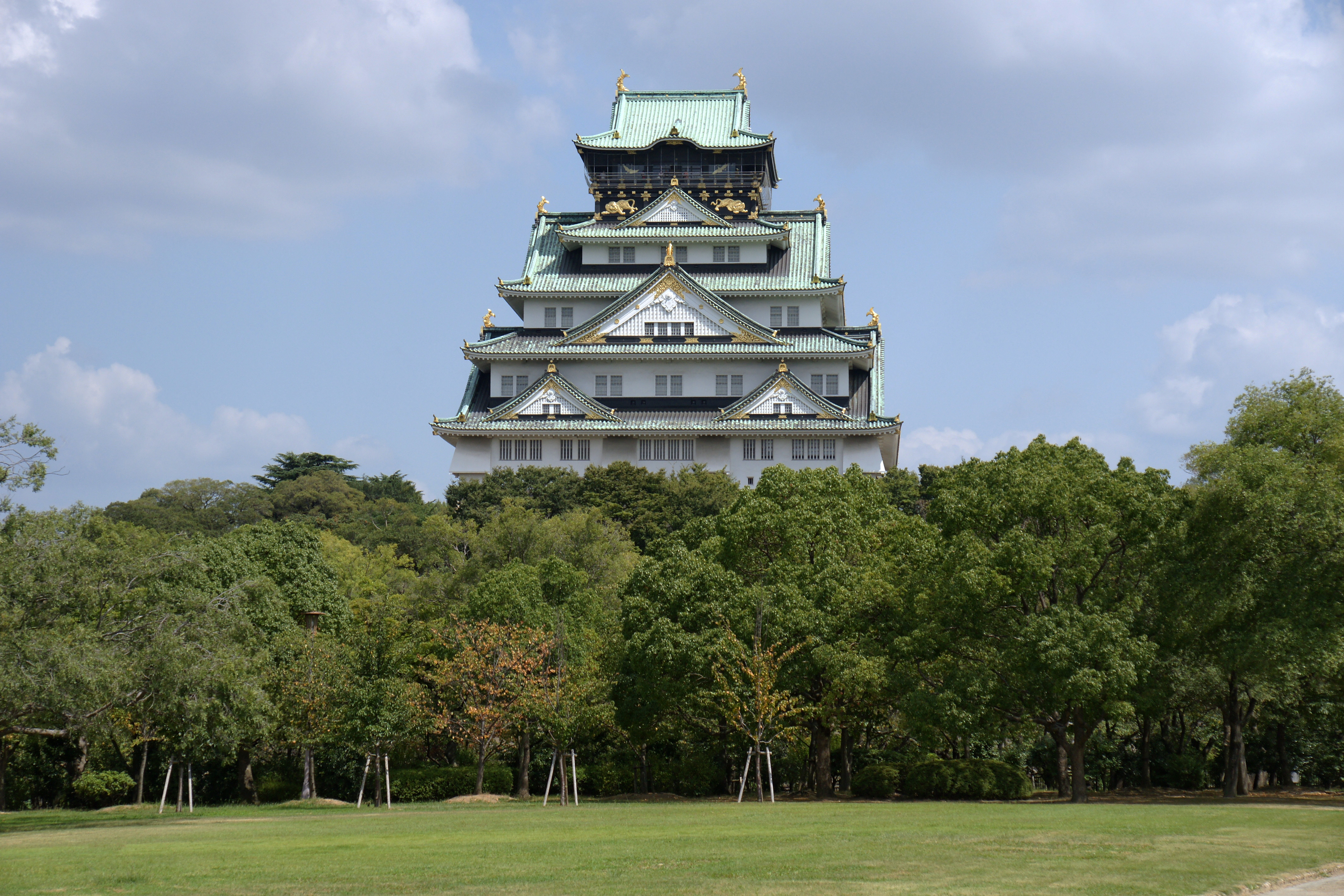
Château d'Osaka.

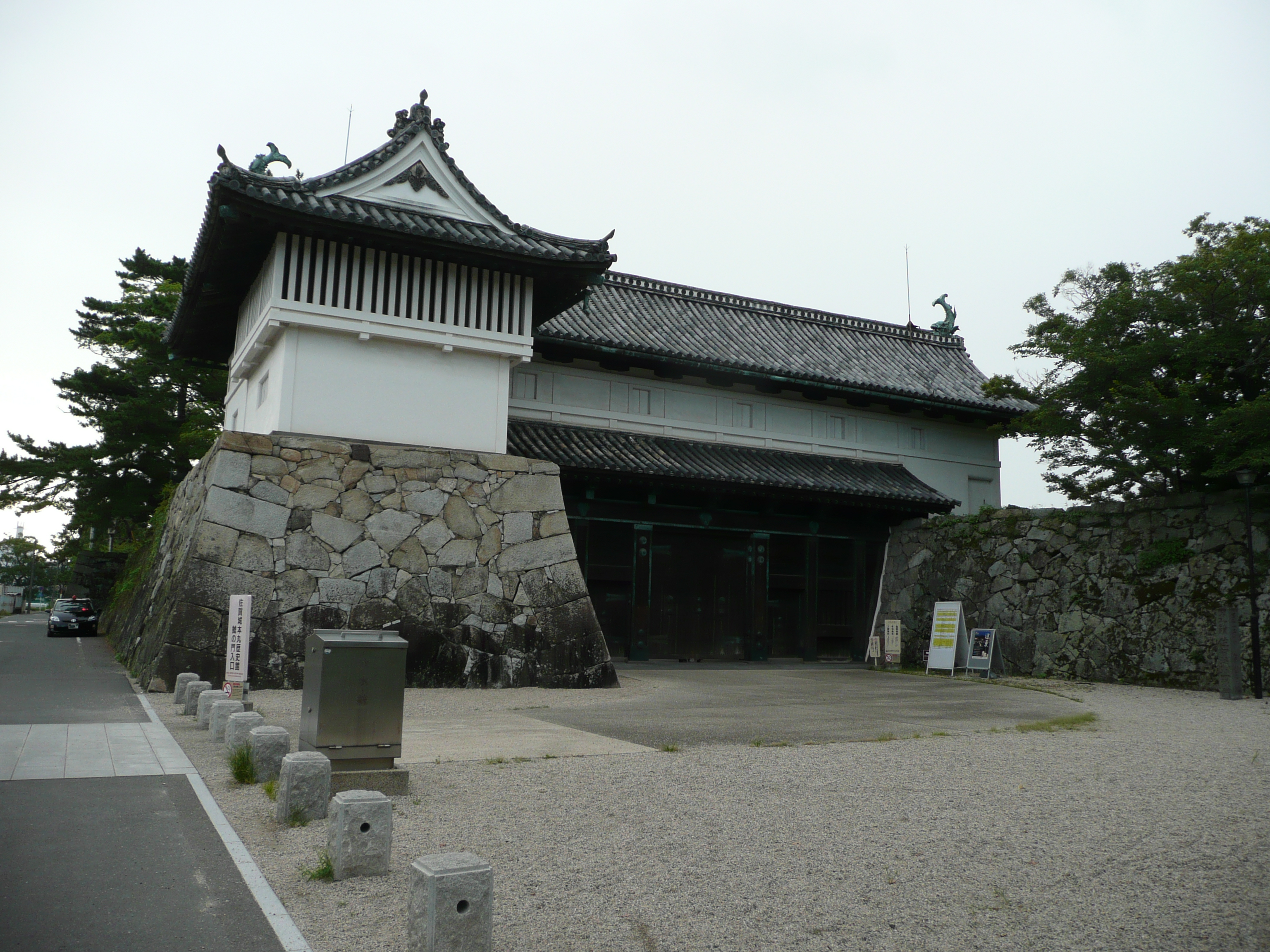
Château de Saga.

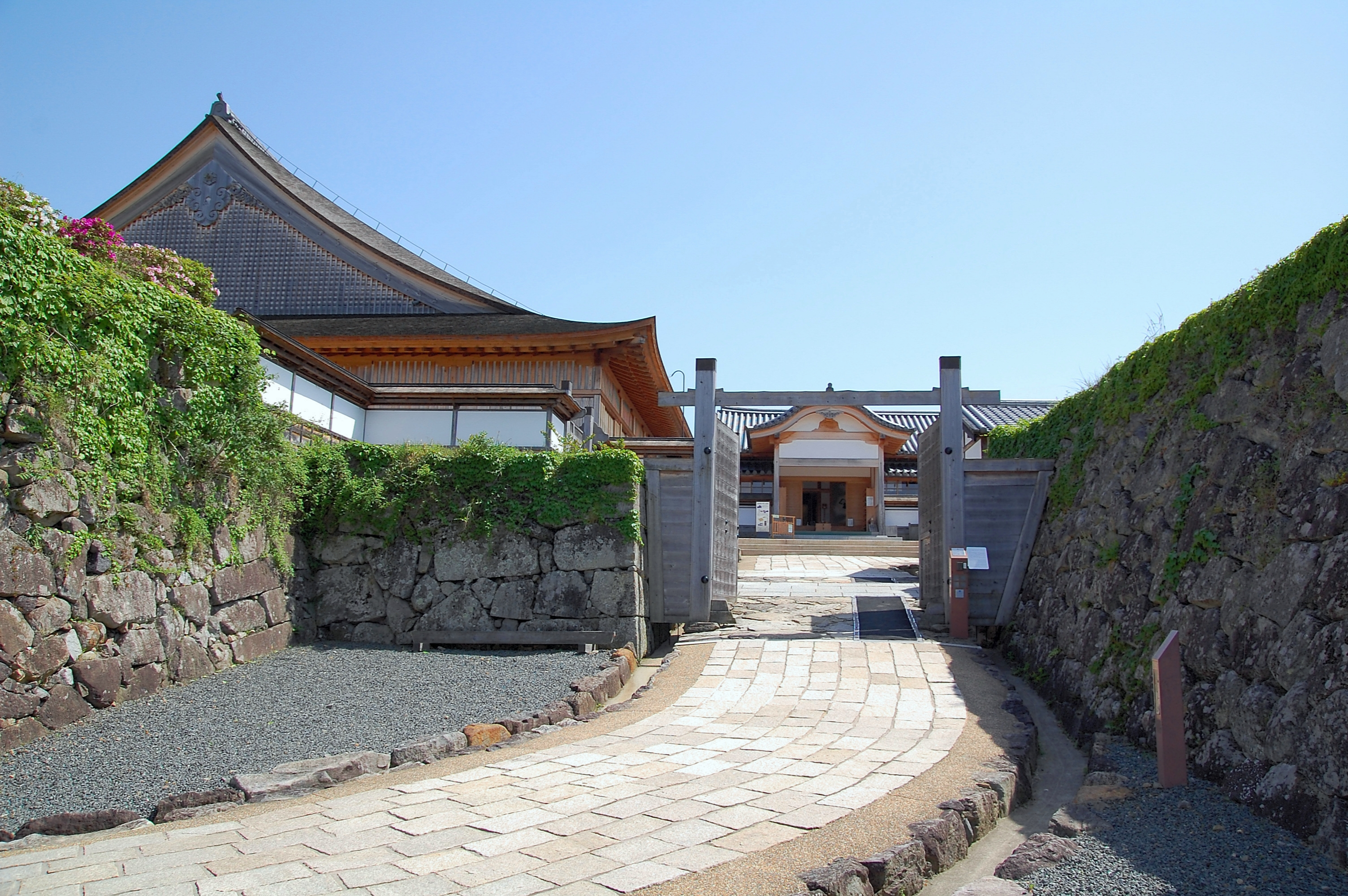
Château de Sasayama.

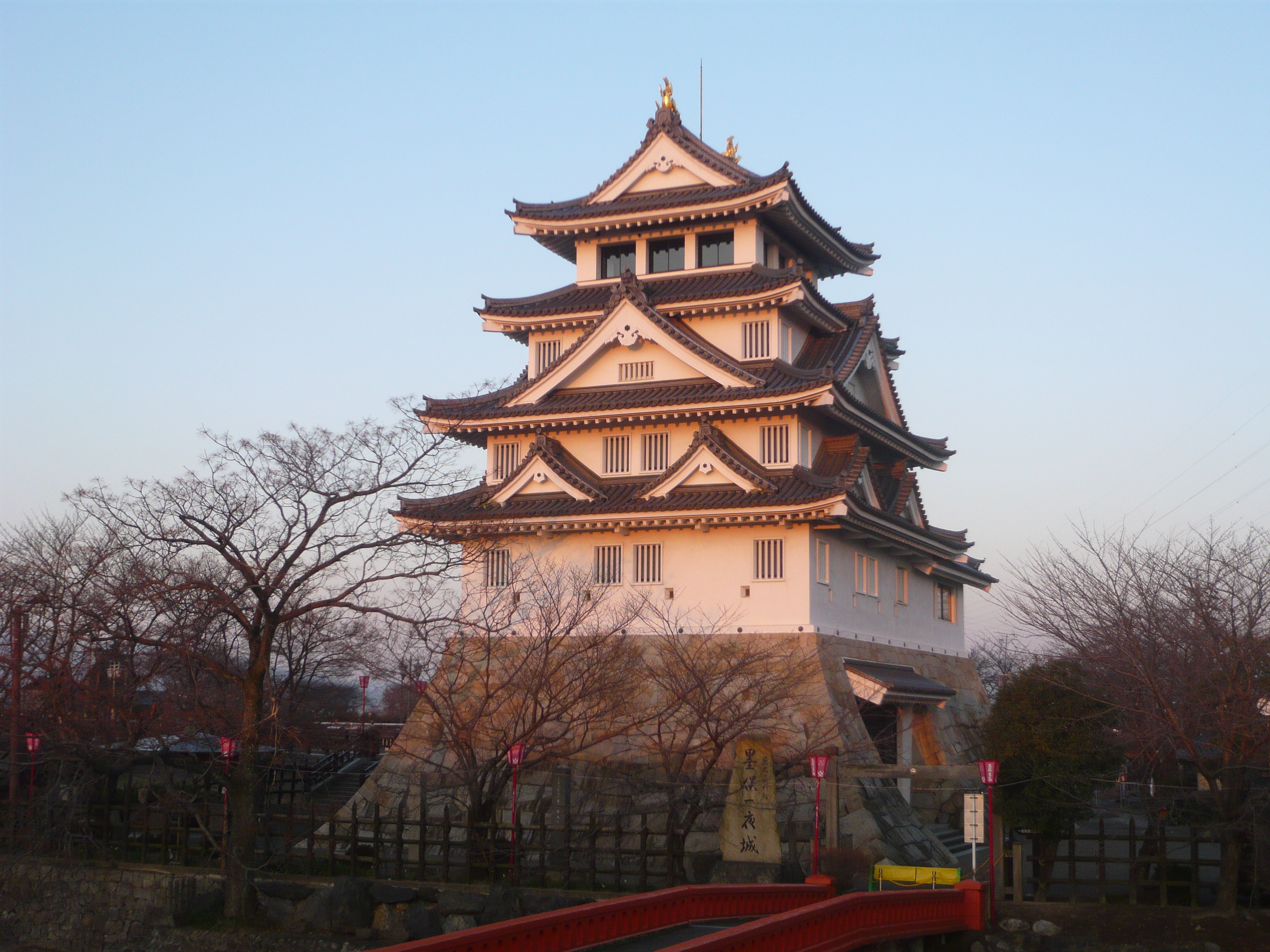
Château de Sunomata.

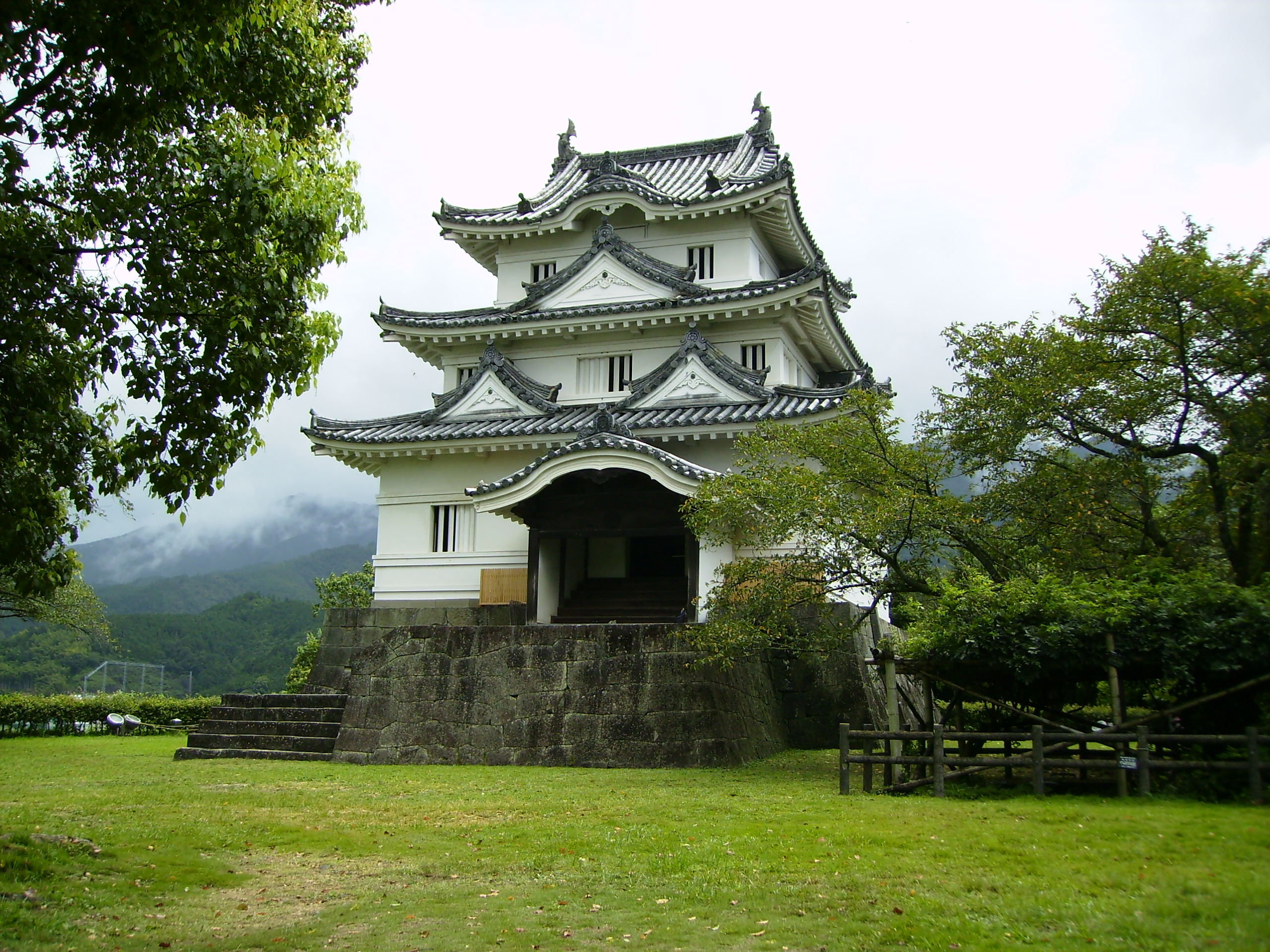
Château d'Uwajima.

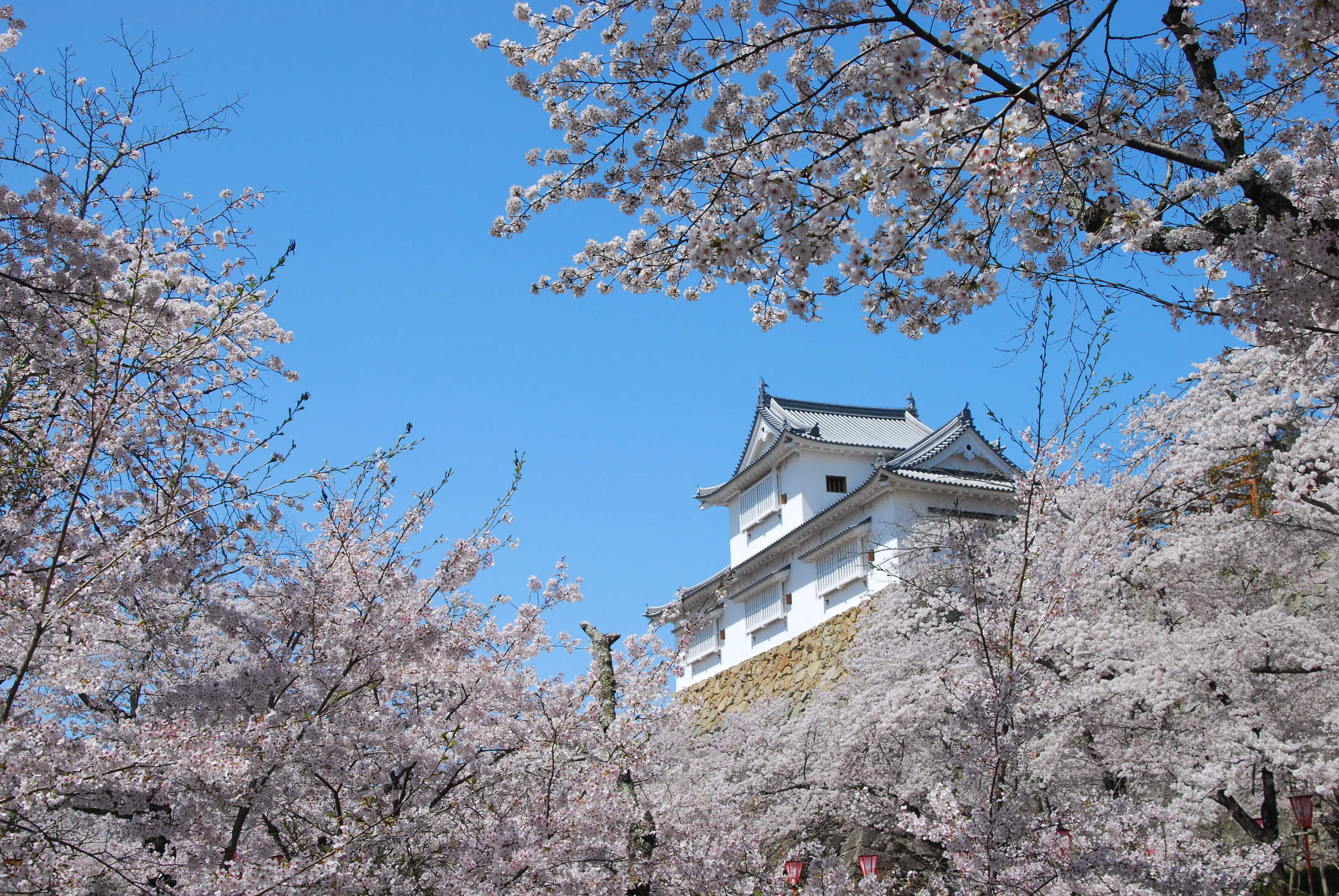
Château de Tsuyama.

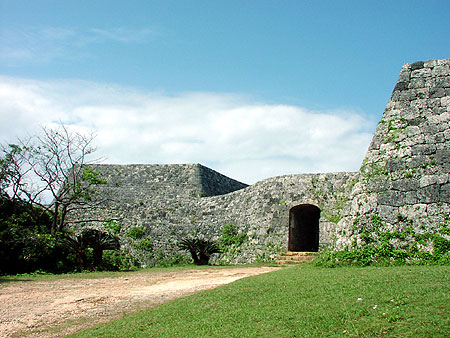
Château de Zakimi.

- Haut – A
- B
- C
- D
- E
- F
- G
- H
- I
- J
- K
- L
- M
- N
- O
- P
- Q
- R
- S
- T
- U
- V
- W
- X
- Y
- Z

## A
- Château d'Aizuwakamatsu
- Château d'Akashi
- Château d'Akō
- Château d'Aya
- Château d'Azuchi

## B
- Château de Bitchū Matsuyama

## C
- Château de Chiba
- Château de Chihaya

## E
- Château d'Echizen-Fuchū
- Château d'Echizen-Ōno
- Château d'Edo

## F
- Château de Fukuchiyama
- Château de Fukui (Fukui)
- Château de Fukui (Osaka)
- Château de Fukushima
- Château de Fukuyama
- Château de Funai
- Château de Fushimi

## G
- Château de Gassantoda
- Château de Gifu
- Château de Gujō Hachiman

## H
- Château de Hachigata
- Château de Hachinohe
- Château de Hachiōji
- Château de Hagi
- Château de Hamamatsu
- Château de Hara
- Château de Hataya
- Château de Hiji
- Château de Hikone
- Château de Himeji
- Château de Hinoe
- Château de Hirado
- Château de Hirosaki
- Château de Hiroshima
- Château de Hitoyoshi
- Château de Hoshizaki

## I
- Château d'Ichijōdani
- Château d'Iga Ueno
- Château d'Imabari
- Château d'Ina
- Château d'Inuyama
- Château d'Itami
- Château d'Iwabitsu
- Château d'Iwadeyama
- Château d'Iwakuni
- Château d'Iwamura
- Château d'Iwasaki
- Château d'Iwayadō
- Château d'Izushi

## J
- Château de Jōjō

## K
- Château de Kagoshima
- Château de Kakegawa
- Château de Kakunodate
- Château de Kameyama (Kyoto)
- Château de Kameyama (Mie)
- Château de Kamiizumi
- Château de Kaminoyama
- Château de Kanayama
- Château de Kanazawa
- Château de Kannonji
- Château de Kanō
- Château de Karasawayama
- Château de Karasuyama
- Château de Karatsu
- Château de Kasugayama
- Château de Katsuren
- Château de Kawagoe
- Château de Kawate
- Château de Ki
- Château de Kishiwada
- Château de Kitanosho
- Château de Kiyosu
- Château de Kōchi
- Château de Kōfu
- Château de Kokura
- Château de Komakiyama
- Château de Komaru
- Château de Komine
- Château de Komoro
- Château de Kōriyama
- Château de Koromo
- Château de Kozukue
- Château de Kubota
- Château de Kumamoto
- Château de Kurono
- Château de Kururi
- Château de Kushima
- Château de Kuwabara

## M
- Château de Maebashi
- Château de Marugame
- Château de Maruoka
- Château de Matsue
- Château de Matsukura
- Château de Matsumae
- Château de Matsumori
- Château de Matsumoto
- Château de Matsushiro
- Château de Matsuyama
- Château de Matsuzaka
- Château de Mihara
- Château de Miki
- Château de Minakuchi
- Château de Minowa
- Château de Mito
- Château de Mitsumine
- Château de Miyao
- Château de Morioka

## N
- Château de Nagahama
- Château de Nagamori
- Château de Nagaoka
- Château de Nago
- Château de Nagoya (Aichi)
- Château de Nagoya (Saga)
- Château de Najima
- Château de Nakagusuku
- Château de Nakamurayama
- Château de Nakatsu
- Château de Nakijin
- Château de Nanao
- Château de Narumi
- Château de Ne
- Château de Nihonmatsu
- Château de Nijō
- Château de Nirayama
- Château de Nirengi
- Château de Nishio
- Château de Noda
- Château de Numata
- Château de Numazu

## O
- Château d'Obama (Fukui)
- Château d'Obama (Fukushima)
- Château d'Obi
- Château d'Odani
- Château d'Odawara
- Château d'Ōgaki
- Château d'Oka
- Château d'Okayama
- Château d'Okazaki
- Château d'Ōno
- Château d'Osaka
- Château d'Ōtaki
- Château d'Ōtawara
- Château d'Ōzu

## S
- Château de Saga
- Château de Sagiyama
- Château de Sakasai
- Château de Sakura
- Château de Sakurabora
- Château de Sasayama
- Château de Sawayama
- Château de Sekiyado
- Château de Sendai
- Château de Shakujii
- Château de Shibata
- Château de Shigisan
- Château de Shimabara
- Château de Shinjō
- Château de Shiroishi
- Château de Shōryūji
- Château de Suemori
- Château de Sukagawa
- Château de Sumoto
- Château de Sunomata
- Château de Sunpu

## T
- Château de Tachibana
- Château de Tahara
- Château de Takamatsu (Kagawa)
- Château de Takamatsu (Okayama)
- Château de Takaoka
- Château de Takasaki
- Château de Takashima
- Château de Takatō
- Château de Takatori
- Château de Takayama
- Château de Takeda
- Château de Taki-no-jō
- Château de Tanaka
- Château de Tatebayashi
- Château de Tateyama
- Château de Toba
- Château de Tokushima
- Château de Tomioka
- Château de Tottori
- Château de Toyama
- Château de Tsu
- Château de Tsutsujigasaki
- Château de Tsuwano
- Château de Tsuyama

## U
- Château d'Ueda
- Château d'Urasoe
- Château d'Usuki
- Château d'Utsunomiya
- Château d'Uwajima

## W
- Château de Wakayama

## Y
- Château de Yamagata
- Château de Yamanaka
- Château de Yōgaiyama
- Château de Yokosuka
- Château de Yoshida
- Château de Yoshida-Kōriyama
- Château de Yuzuki

## Z
- Château de Zakimi